# Битюков, Борис Валентинович
Борис Валентинович Битюко́в (25 апреля 1921, Орёл, РСФСР — 15 января 2002, Москва, Россия) — советский киноактёр. Лауреат Сталинской премии второй степени (1951).

## Биография
Борис Валентинович Битюков родился 25 апреля 1921 года в Орле. В 1937—1938 годах был актёром вспомогательного состава труппы Камерного театра у А. Я. Таирова. В 1939 году учился в Московском гидромелиоративном институте. В 1939—1945 годах служил в РККА. Участник Великой Отечественной войны, старшина, дважды ранен. В 1946—1991 годах в Театре-студии киноактёра.
Не имея специального образования, сыскал огромную популярность у кинозрителей. Играл роли современников — положительных героев, отличающихся скромностью, мужеством и простотой. Ушёл из кино в связи с болезнью глаз. 
Жена - Юлиана Бугаева, советская актриса, мастер дубляжа.
Дочь — Ольга Битюкова — советская и российская актриса театра и кино.
Жил в Москве:
- 60-е годы - Зубовский бульвар, дом 17 [2]
- 70-80-е годы - улица Красный Казанец, дом 3к4 [3]
- с 90-х годов - на Ленинском проспекте, дом 43 [4].

Скончался 15 января 2002 года. Похоронен в Москве на Востряковском кладбище.

## Фильмография
- 1948 — Молодая гвардия — Иван Александрович Земнухов
- 1950 — Жуковский — Сергей Сергеевич Неждановский
- 1950 — Кавалер Золотой Звезды — Виктор Грачёв
- 1953 — Случай в тайге — Андрей Павлович Сазонов, учёный-зоолог
- 1953 — Чук и Гек — геолог (нет в титрах)
- 1954 — Большая семья — Константин Ильич Журбин
- 1955 — В квадрате 45 — майор контрразведки Борис Валентинович Яковлев
- 1955 — Дорога — дирижёр и скрипач
- 1955 — Мать — рабочий-подпольщик
- 1956 — Дело № 306 — капитан милиции Михаил Дмитриевич Мозарин
- 1957 — Рыбаки Арала — поручик Григорий Бутаков и инженер Александр Бутаков
- 1957 — Неповторимая весна — офицер КПП
- 1959 — Жажда — капитан-лейтенант Алексеенко
- 1960 — Месть
- 1960 — Ровесник века
- 1960 — Яша Топорков
- 1961 — Друг мой, Колька! — учитель (нет в титрах)
- 1962 — Улица младшего сына — Александр Фёдорович Зябрев
- 1962 — Маленькие мечтатели
- 1963 — Именем революции — Малинин
- 1963 — Короткое лето в горах — Селивон
- 1963 — Я шагаю по Москве — Петрович
- 1964 — До свидания, мальчики! — врач (нет в титрах)
- 1964 — Живые и мёртвые — полковник
- 1965 — Чрезвычайное поручение — прапорщик Щекутьев
- 1965 — Три времени года
- 1966 — Сказка о царе Салтане — корабельщик и боярин
- 1966 — По тонкому льду — капитан Решетов
- 1967 — Доктор Вера — эпизод
- 1967 — Железный поток — красный командир (нет в титрах)
- 1967 — Сергей Лазо
- 1967 — Таинственный монах — белый офицер (нет в титрах)
- 1969 — Взрыв после полуночи — прапорщик
- 1969 — Главный свидетель
- 1970 — Выстрел на границе — полковник Козырев
- 1970 — На дальней точке — подполковник Шорохов
- 1971 — Лето рядового Дедова — майор
- 1971 — Синее небо — отец Нины Беловой
- 1972 — Бой после победы — немецкий офицер (нет в титрах)
- 1972 — Пётр Рябинкин
- 1973 — За час до рассвета — поручик Котиков
- 1973 — И на Тихом океане… — белогвардейский офицер
- 1973 — Калина красная — гость на «празднике жизни» (нет в титрах)
- 1973 — Последний подвиг Камо — эмигрант-белогвардеец (нет в титрах)
- 1973 — Человек в штатском
- 1973—1983 — Вечный зов — Савчук
- 1974 — Единственная дорога — Альтенбауэр
- 1974 — Небо со мной — полковник
- 1975 — Соло для слона с оркестром — охранник в цирке (нет в титрах)
- 1976 — Повесть о неизвестном актёре — Лузанов
- 1976 — Приключения Нуки
- 1977 — День сюрпризов (к/м)
- 1977 — Свидетельство о бедности — директор часового завода
- 1977 — Хождение по мукам — человек в тёмных очках (4-я серия); отец Маруси (11-я серия)
- 1978 — Искушение
- 1978 — Мальчишки — работник исполкома
- 1979 — Антарктическая повесть
- 1981 — Они были актёрами — Ганс Францевич Фрике
- 1982 — Гонки по вертикали — «Шаман»
- 1985 — От зарплаты до зарплаты — Пётр Грубин
- 1986 — Мой нежно любимый детектив — член клуба холостяков (нет в титрах)
- 1988 — Осень, Чертаново… — мужчина на похоронах

## Награды и премии
- Сталинская премия второй степени (1951) — за исполнение роли Неждановского в фильме «Жуковский» (1950)
- МКФ в Канне (1955, Приз лучшему актёрскому составу, фильм «Большая семья»)